# Даніель Когер
Даніель Когер (угор. Kóger Dániel; народився 10 листопада 1989) — угорський хокеїст, нападник. Виступає за «Ларедо Бакс» у Канадській хокейній лізі.
Виступав за «Фехерварі Тітанок», ХК «Зальцбург», «Альба Волан» (Секешфехервар).
У складі національної збірної Угорщини учасник чемпіонатів світу 2009, 2010 (дивізіон I) і 2011 (дивізіон I). У складі молодіжної збірної Угорщини учасник чемпіонатів світу 2007 (дивізіон II), 2008 (дивізіон I) і 2009 (дивізіон I). У складі юніорської збірної Угорщини учасник чемпіонатів світу 2006 (дивізіон I) і 2007 (дивізіон II).
Чемпіон Угорщини (2010).